# Draculoides bramstokeri
Espèce
Draculoides bramstokeri est une espèce de schizomides de la famille des Hubbardiidae.

## Distribution
Cette espèce est endémique du Pilbara en Australie-Occidentale,. Elle se rencontre dans des grottes sur l'île de Barrow.

## Description
Le mâle holotype mesure 4,3 mm et la femelle paratype 5,1 mm.

## Étymologie
Cette espèce est nommée en l'honneur de Bram Stoker.

## Publication originale
- Harvey & Humphreys, 1995 : Notes on the genus Draculoides Harvey (Schizomida: Hubbardiidae), with the description of a new troglobitic species. Records of the Western Australian Museum Supplement, vol. 52, p. 183-189 (texte intégral).